# Opsiphanes angostura
Opsiphanes angostura är en fjärilsart som beskrevs av C. Roger Bristow 1979. Opsiphanes angostura ingår i släktet Opsiphanes och familjen praktfjärilar. Inga underarter finns listade i Catalogue of Life.